# Šiho Kohataová
Šiho Kohataová (japonsky 高畑 志帆, * 12. listopadu 1989 Hirošima) je japonská fotbalistka.

## Reprezentační kariéra
Za japonskou reprezentaci v letech 2014 až 2015 odehrála 2 reprezentační utkání. Byla členkou japonské reprezentace i na Mistrovství Asie ve fotbale žen 2014.

## Statistiky
| Japonsko | Japonsko | Japonsko |
| Roky     | Záp.     | Góly     |
| -------- | -------- | -------- |
| 2014     | 1        | 0        |
| 2015     | 1        | 0        |
| Celkem   | 2        | 0        |

## Úspěchy

### Reprezentační
- Mistrovství Asie:  2014